# Colônias de Tabaco
```
   |-
       |
Erro:
:  
valor não especificado para "
nome_comum
"
```

As Colônias de Tabaco eram aquelas que margeiam a região costeira da América do Norte inglesa, conhecidas como "Tidewater", estendendo-se de uma pequena parte do Delaware, seguindo através de Maryland e Virgínia, até a região de Albemarle Sound, na Carolina do Norte (os assentamentos de Albemarle). Durante o século XVII, a demanda européia por tabaco aumentou mais de dez vezes. Esse aumento da demanda exigia uma maior oferta de tabaco e, como resultado, o tabaco se tornou a cultura básica da região da baía de Chesapeake.

## Histórico
Com o passar do tempo, a Colônia da Virgínia aumentou constantemente sua produção de tabaco. No entanto, entre os anos de 1740 e 1770, nas poucas décadas anteriores à Revolução Americana, a população da Virgínia estava aumentando mais rapidamente do que sua produção de tabaco, resultando em maior diversificação econômica. 

Devido à geografia da Baía de Chesapeake, não havia necessidade de portos e estradas. As enseadas, riachos, enseadas e foz do rio permitiam que os navios chegassem diretamente aos cais das plantações para trocar mercadorias inglesas por tabaco (ou milho, outra cultura amplamente cultivada em Maryland). 

Enquanto no início o tabaco era cultivado em maiores quantidades na Virgínia e Maryland (o primeiro e o segundo maiores produtores coloniais, respectivamente), a Carolina do Norte também cultivava a safra, e ocupava o terceiro lugar entre as colônias na produção de tabaco. 
 
As plantações de tabaco da Carolina do Norte estavam concentradas principalmente ao longo da costa e perto da fronteira da Virgínia. Esta região foi propícia ao cultivo de tabaco devido à sua proximidade à região de Albemarle Sound. Comparada com as outras colônias de tabaco, a Carolina do Norte era menos desenvolvida, sem cidades e quase nenhuma cidade ou vilarejo pequeno. 